# Coptops europae
Coptops europae är en skalbaggsart som beskrevs av Stefan von Breuning 1966. Coptops europae ingår i släktet Coptops och familjen långhorningar. Inga underarter finns listade i Catalogue of Life.